# Полет 217 на „Аерофлот“
Полет 217 на „Аерофлот“ е нередовен международен пътнически полет от летище Орли, Париж, Франция, до международното летище Шереметиево, Москва, Руска СФСР, СССР, с междинно кацане на летище Шосейная, Ленинград, управляван от „Аерофлот“. На 13 октомври 1972 г. самолетът „Ил-62“, който изпълнява полета, се разбива при захода към летище Шереметиево и убива всички 164 пътници и 10 членове на екипажа на борда. По това време това е най-смъртоносното бедствие в гражданската авиация в света, докато не е надминато от въздушното бедствие в Кано, Нигерия през 1973 г.
Причината за катастрофата не може да бъде установена. Разследващите смятат, че най-вероятната причина е „психо-физиологичната недееспособност на екипажа по неизвестни причини“. Някъде на около 500 – 600 м надморска височина, 30 – 25 секунди преди удара, пилотите или са неспособни, или загубват контрол над самолета. Година по-късно при полет 964 на „Аерофлот“ друг самолет на съветската авиокомпания се разбива близо до Москва отново на 13 октомври.
Към 2024 г. катастрофата остава втората най-смъртоносна катастрофа с „Ил-62“ след полет 5055 на „LOT Полиш Еърлайнс“ и втората най-смъртоносна катастрофа на руска земя след полет 3352 на „Аерофлот“.